# イッチョライ
イッチョライは、本来は福井県の民謡「イッチョライ節（福井音頭）」のことをさす。

## 概要
福井県の置県80周年と北陸トンネル開通（1962年6月10日）を記念して、同年3月18日に福井市体育館で公式に発表された新民謡。作詞：西沢爽、作曲：古賀政男、唄：島倉千代子・守屋浩が担当した。歌詞は1番から4番まであり、その中には北陸トンネル、白山、東尋坊などといった福井県内の名所が出てくる。なお、「イッチョライ」とは「一張羅（いっちょうら）」の方言で「一番良いもの」という意味である。
1999年に「福井フェニックスまつり」のイベントの一つとして、曲の中に「イッチョライ節」のフレーズを取り入れた『YOSAKOIイッチョライ』が創作されたが、これはイッチョライとは別のものである。